# Бодмерська бібліотека
Бодмерська бібліотека (лат. Bibliotheca Bodmeriana) — бібліотека-музей, розташована в Колоні біля Женеви. Заснована бібліофілом, колекціонером і меценатом Мартіном Бодмером (1899–1971).

## Історія
Приватна колекція відомого мецената Мартіна Бодмера сягала наприкінці його життя більше 150 000 експонатів. Перші експонати Бодмер придбав ще в 15-річному віці, жертвуючи на них зекономлені кишенькові гроші. Успадкувавши після смерті батька чималий капітал, Мартін Бодмер вирішив присвятити себе колекціонуванню та мав намір з часом заснувати окремий музей. До колекції Бодмера входили не лише рідкісні рукописи, книги та історичні документи, але й картини, скульптури, барельєфи, монети та інші цінні речі. Бодмер не зосереджувався на одній темі, а намагався надати своїй колекції універсального характреру, та задум був занадто амбітним і лишився не до кінця зреалізованим. Він вирішив «знайти символічні приклади, які представляли б певний світ, певний простір, певний період чи етап» Головними в колекції мали бути літературні тексти. Тож він шукав експонати, які за часом були якомога ближче до вибраних текстів; особливу увагу колекціонер звертав на автографи й першодруки.
Свою бібліотеку світової літератури Бодмер розбудував на п'яти основних текстах: Гомер, Біблія, Данте, Шекспір та Гете.
Коли колекція розрослася, Бодмер розташував її неподалік від власного помешкання у приміщенні колишньої школи на Бедерштрассе. 1935 року це приміщення було перебудоване й пристосоване до потреб музею. 1951 року Бодмер переїхав до Женеви й розташував свою колекцію у спеціально спорудженому для неї будинку у власному парку в районі Колоні, де вона знаходиться й досі. 2003 року за проектом архітектора Маріо Ботта було споруджене додаткове приміщення, де зараз виставлена частина колекції, доступна для публічного огляду.

## Фундація Бодмера
26 лютого 1971 року, за місяць до смерті, Мартін Бодмер заснував фундацію для фінансування Бодмерської бібліотеки (Bibliotheca Bodmeriana). Бодмеріана мала стати публічним закладом, відкритим для ознайомлення всіма бажаючими та для наукових досліджень.

## Експозиція
Сьогодні в експозиції бібліотеки-музею представлені найцінніші експонати колекції. Колекція бере початок від перших писемних пам'яток Шумера та Давнього Єгипту й закінчується першодруками сучасних авторів.
Деякі експонати бібліотеки-музею:
- Давньоєгипетська книга мертвих (VI ст. до н. е.),
- Іліада, рукопис VIII ст. до н. е.,
- Платоновий діалог Федон (III ст. до н. е.),
- Прижиттєвий рукопис од Горація (20-ті роки до н. е.),
- Бодмерські папіруси — біблійні апокрифи,
- Біблія Гутенберга,
- Першодруки Шекспіра та «Фауста» Гете,
- Оригінальні партитури Ріхарда Вагнера,
- Ілюстрації до «Фауста» Ежена Делакруа
- Рукопис «120 днів Содому» Маркіза де Сада та ін.

## Галерея

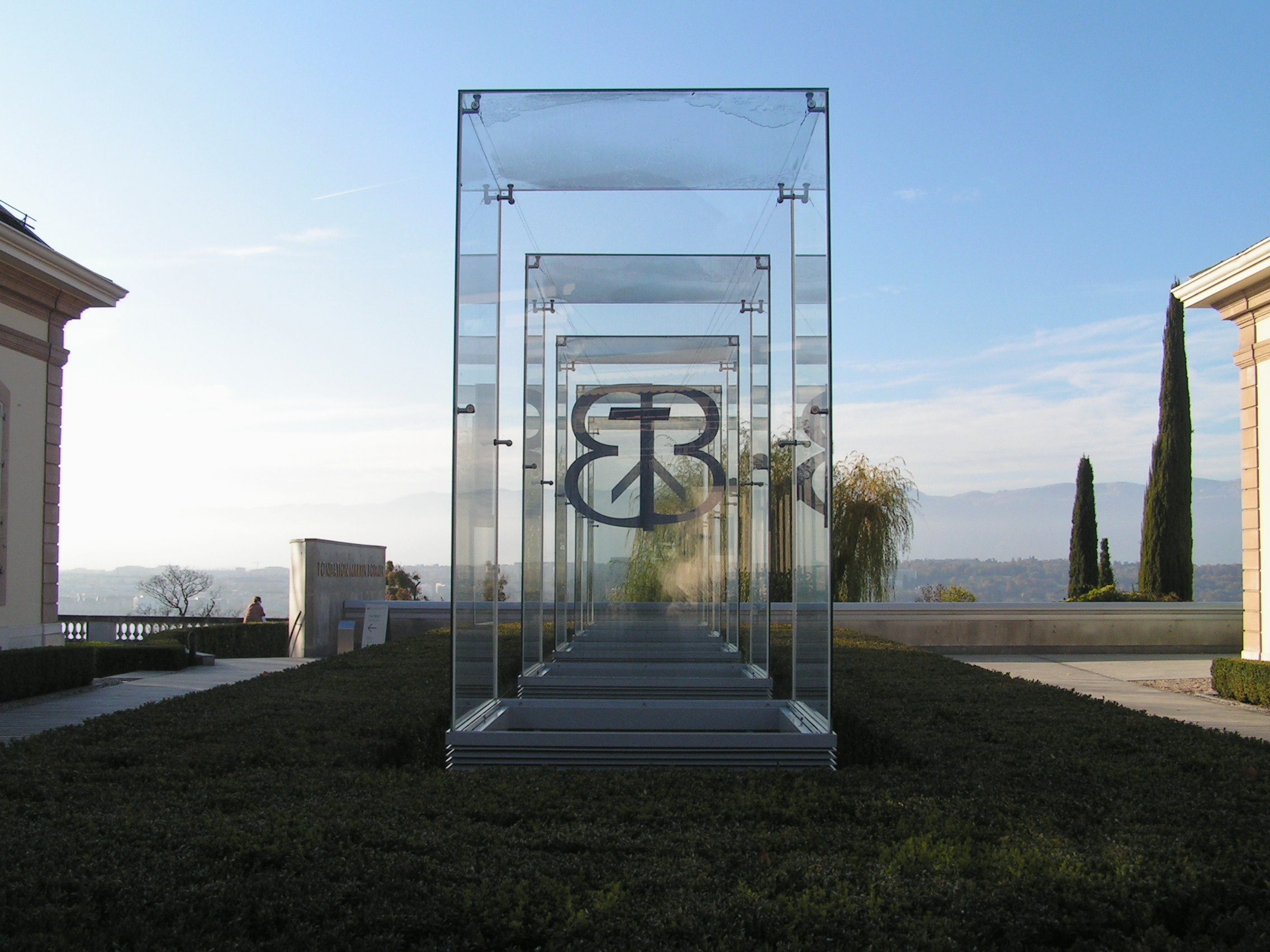
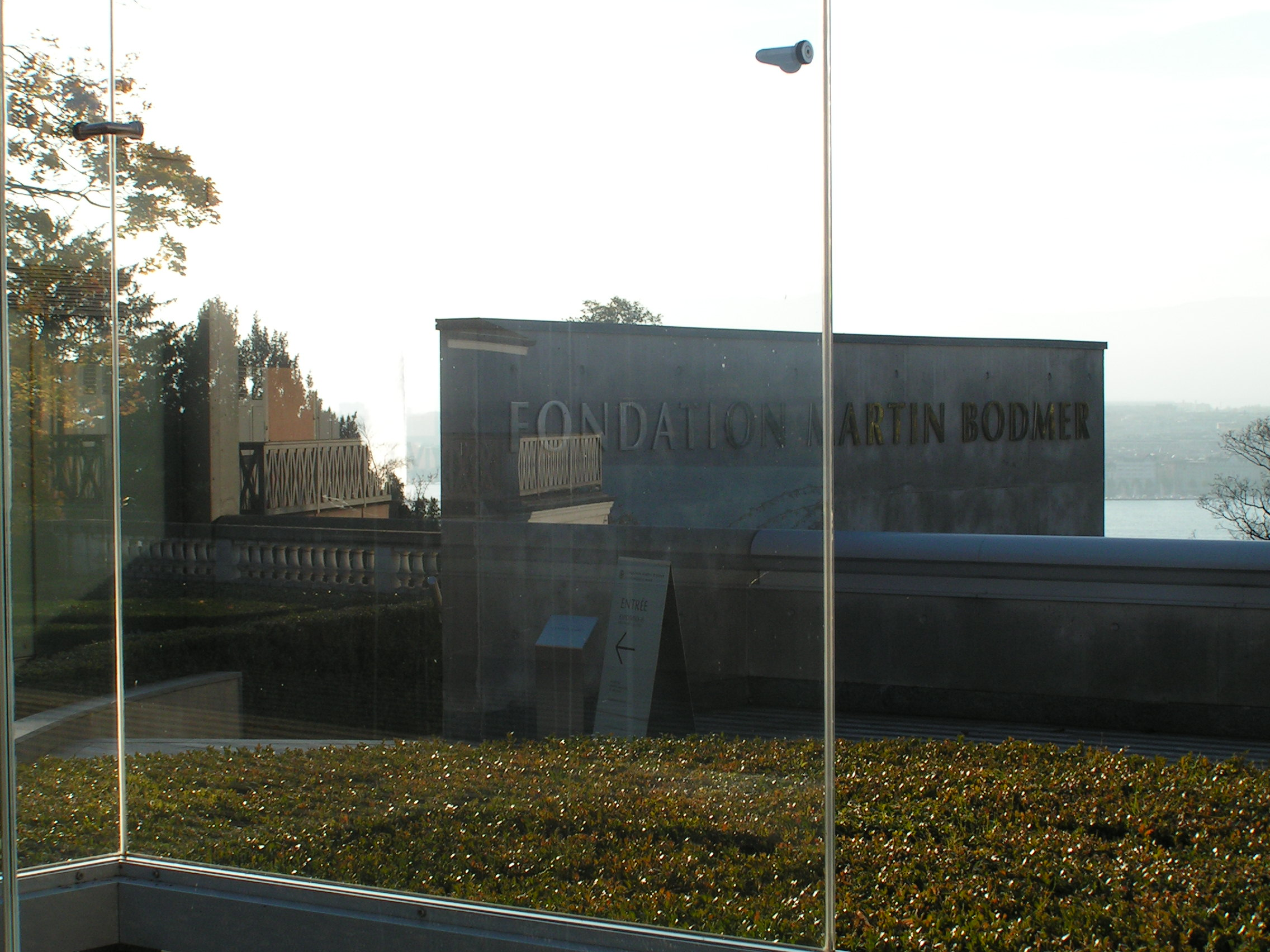
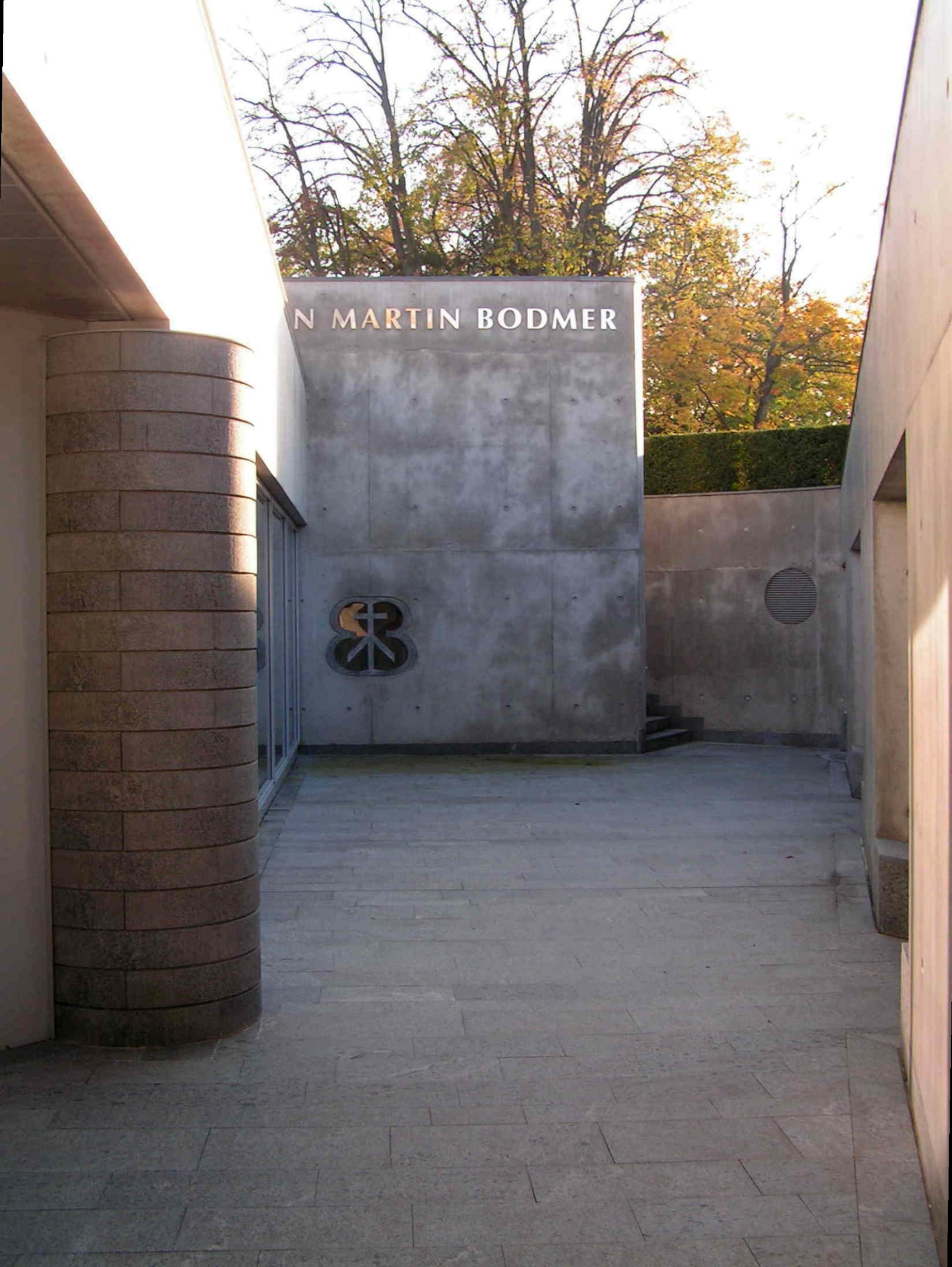